# Oľka (řeka)
Oľka je říčka na východním Slovensku, protéká územím okresů Medzilaborce, Humenné a Vranov nad Topľou. Je levostranným přítokem Ondavy, má délku 41 km a je tokem 5. řádu. 

## Průběh toku
Pramení v Laborecké vrchovině na západním svahu vrchu Šušková (516,2 m) v nadmořské výšce cca 465 m n. m. Od pramene teče na jih, esovitě se stáčí a teče Repejovskou brázdou. Přibírá kratší přítoky z obou stran, protéká obcí Repejov (kterou dělí na dvě části – Repejov a Pravrovce), přibírá Boršovec zleva (249,3 m n. m.), dále teče obcí Oľka, pak zprava přibírá Oľšavku (204,5 m n. m.), pokračuje přes Ruskou Kajňu a koryto řeky se stáčí více na jihojihozápad. Protéká přes Pakostov (také dělí obec na dvě části – Pakostov a Petrovce), a zde přibírá Úvoz zleva.
Následně vtéká do Ondavské vrchoviny (180,3 m n. m.), u obce Nižná Sitnica do ní vtéká zleva Sitnička. Dále teče kolem obcí Jankovce a Košarovce, u obce Lukačovce přibírá zleva nejprve Hladnický potok (158,1) a potom Hatku, před obcí Girovce se vlévá pravostranný Žarnovec. Mezi obcemi Girovce a Polomou, poté vytváří Oľka dvojitý meandr, zprava přibírá vodný Ondalík (140,4 m n. m.) Výrazněji meandruje až k obci Žalobín, kde vtéká do Beskydského předhůří. Do Ondava se vlévá po překonání výrazného ohybu kilometr jihozápadně od obce Žalobín (133 m n. m.)

## Povodí Oľky podle přítoků (ve směru toku)
- Varechovský potok (zprava)
- Záludný potok (zprava)
- Homoľský potok (zleva)
- Repejovský potok (zleva)
- Boršovec (zleva)
- Strašné (zleva)
- Meľovský potok (zleva)
- Oľšavka (zprava)
- Úvoz (zleva)
- Sitnička (zprava)
  - Prituliansky potok (zprava)
  - Rohožník (zprava)
  - Lokšovský potok (zprava)
  - Opukovec (zprava)
- Chotárna potok (zprava)
- Kozlov potok (zprava)
- Luční potok (zprava)
- Hladnický potok (zleva)
- Viselica (zprava)
- Hatka (zleva)
- Žarnovec (zprava)
- Polomského potok (zleva)
- Ondalík (zprava)
  - Uhliskový potok (zleva)
  - Šnidárka (zprava)